# Gallusturm (Bad Säckingen)

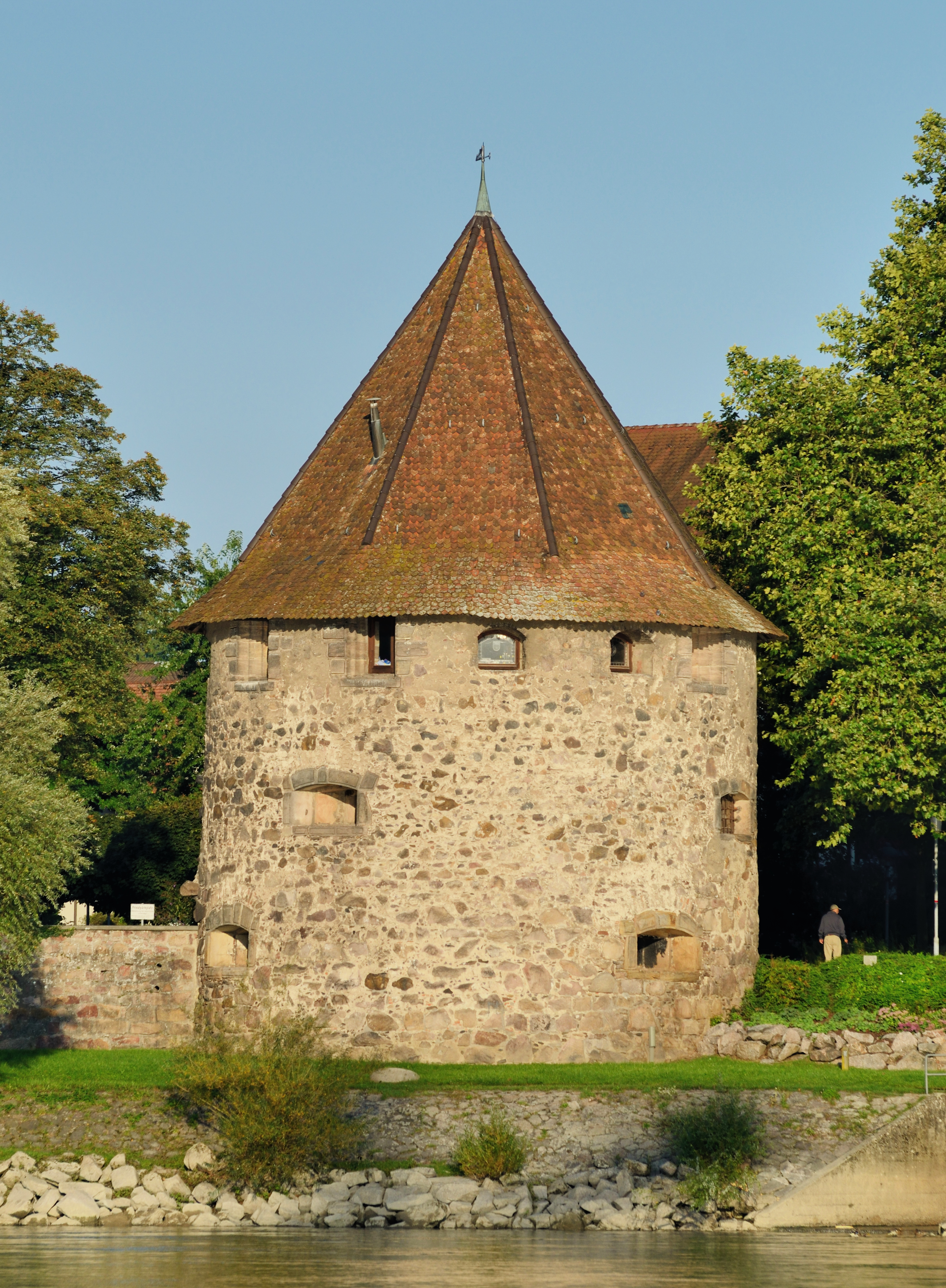
Gallusturm

Der Gallusturm von Bad Säckingen wurde 1343 als Wehrturm und als Wellenbrecher erstellt, nachdem ein Hochwasser die damalige Inselstadt heimgesucht hatte. Der Rhein verzweigte sich damals in einen Haupt- und einen nördlichen Nebenarm und umschloss so den Stadtkern. Seit 1974 ist er das Zunftlokal der Bad Säckinger Narrenzunft.